# Adalbert Praški
Sveti Adalbert Praški, tudi Vojteh Praški češki katoliški škof in svetnik, * 956, † 23. april 997.
Je zavetnik Bohemije, Poljske, Madžarske in Prusije.